# Kadžira
Kadžira je označení pro otrokyni v románech Johna Normana Gor – Kroniky Protizemě.

## Románová interpretace

"Kef" - první písmeno gorejského slova kadžira je zároveň jejím symbolem.

V gorejštině, což je nejužívanější lingua franca ve všech známých oblastech planety Gor, znamená výraz „la kadžira“ doslova „jsem otrokyně“.

Toto slovo se obyčejně užívá v ženském rodě, tzn. „kadžira“ (plurál „kadžirae“), neboť v gorejské společnosti bývají otroky většinou ženy; mužské podoby jsou „kadžirus“ a „kadžiri“ (podle pravidel latinské morfologie, jak můžeme vidět například u slov jako „alumnus“ / „alumna“, atd.). Množné číslo „kadžiry“ je gramaticky nesprávné.
Lidé, kteří ať již přímo ve svém životě uplatňují principy a zásady gorejské společnosti nebo hrají tematicky zaměřené online hry, se běžně domnívají, že kadžirae o sobě nikdy nehovoří v první osobě, tj. nepoužívají zájmena „já“ nebo „mně“, ale mohou se o sobě zmiňovat pouze ve třetí osobě. Pokud se budeme držet knih Johna Normana, musíme tento názor označit jako mylný, neboť prakticky všechny kadžirae o sobě mluví v první osobě (výraz „la kadžira“ je toho příkladem) a užití třetí osoby je v textu neobvyklé. Nicméně novely podporují myšlenku, že mluva ve třetí osobě je charakteristickým znakem řeči otroků (viz Zajatkyní na planetě Gor, kapitola 15, Ute dává příkaz „Mluv jako otrokyně!“, znamenající ve třetí osobě), a otrokům může být výslovně přikázáno, aby tímto způsobem mluvili. Obyčejně je v knihách tato mluva otrokyním nařízena jako způsob trestu.
V gorejské kultuře existuje mnoho různých způsobů, jak naučit otroky odpovídajícímu chování. Mezi jejich povinnosti může patřit nejen sexuální otroctví, ale také schopnost udržovat domácnost, ovládat umělecké dovednosti, nošení přitažlivého oblečení a oslovování jejich pána určitým způsobem. Gorejské otrokyně jsou označkovány, což znamená, že je jim na tělo vypálena určitá značka na znamení jejich otroctví. K označení, že otrokyně je majetkem konkrétního pána, se používá obojek se jménem majitele, který otrokyně nosí na krku.

## Literární vliv
Některé aspekty gorejského otroctví popisované v knihách o planetě Gor – jako například základní klečící poloha nadu, a obyčej městských států na severu, že roucho kadžiry by mělo umožňovat volnou cestu k jejím intimním partiím, symbolizující a usnadňující její neustálou dosažitelnost a přístupnost jejímu pánovi – byly pravděpodobně ovlivněny klasickou erotickou novelou od autorky Pauline Réage Histoire d'O - Příběh O.